# Gånggrift

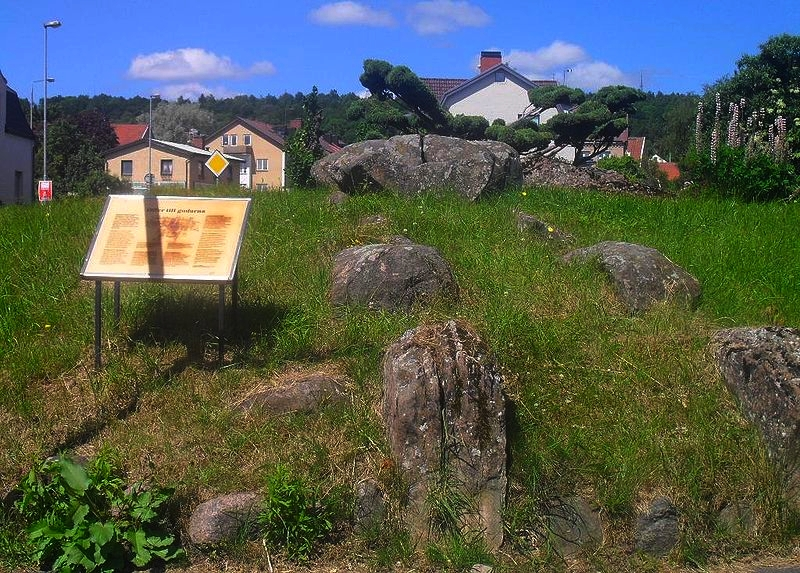
Ängshögens södra gånggrift i Falköping.

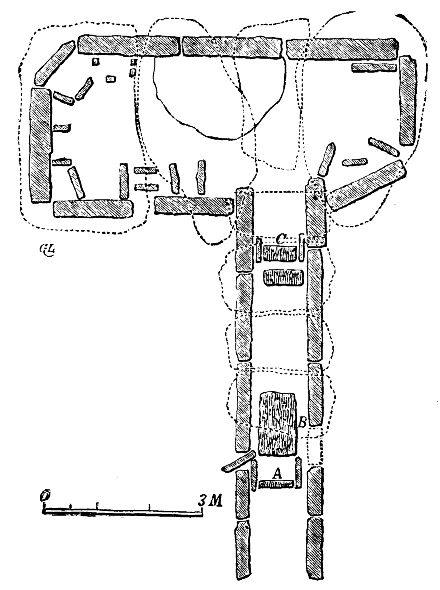
Planskiss över Klövagårdens gånggrift i Karleby.

Gånggrift är en megalitgrav som består av stora stenblock, vilka är ställda så att de bildar en gravkammare och en tvärställd gång som leder in till kammaren. Sett uppifrån bildar kammare och gång ett "T". Gravkammaren omges ofta av en hög, som dock relativt ofta är låg och bara runt 1/3 av kammarens höjd som invändigt ofta är närmare 2 meter eller mer. Gånggrifterna ersatte dösarna och uppfördes runt 3350–3200 f.Kr., varefter de användes under några sekler, men fynd har visat att man spontant eller periodvis ofta har använt gravkamrarna under senneolitikum och stenålderns slut vilket är detsamma som hällkistornas tid. Därtill har man sporadiskt gjort begravningar i högen eller i kammaren samt dess gång ända fram till järnåldern. I främst kammaren har man hittat obrända skelettdelar och en del enklare föremål från den primära perioden som sträcker sig till omkring år 2900 f.Kr. samt spridda fynd från efterföljande perioder.
De största gånggrifterna i Sverige återfinns på Falbygden, ett område mellan Vänern och Vättern, runt Falköping. Den största, Ragvalds grav i Karleby socken i Falköpings kommun, har en 17 meter lång kammare och en 13 meter lång gång. Många gånggrifter på Falbygden har en kammare som är runt 10 meter lång. Den största gånggriften utanför Falbygden finns i Snöstorps socken i södra Halland och den har en kammarlängd på knappt 7 meter. I Karleby finns ett stråk av tretton gånggrifter vilket löper parallellt med radbyn Karleby långa.
På Falbygden finns 127 säkra gånggrifter samt 77 osäkra (men sannolika) gånggrifter, vilket ger summan 204 stycken eller omkring 2/3 av alla gånggrifter i Sverige. De övriga är belägna i Halland, Bohuslän, Skåne och på Öland. Eventuellt har det även funnits en eller möjligen ett par gånggrifter i Södermanland.